# Ryan Cabrera
Ryan Frank Cabrera (Dallas, Texas; 18 de julio de 1982) es un cantante de pop rock, actor y presentador de televisión estadounidense. Fue aprendiz y suplente de Randy Newman. El artista condujo el programa de telerrealidad, llamado "Score!", transmitido por MTV.

## Primeros años
De padre colombiano y madre estadounidense, Ryan Cabrera nació el 18 de julio de 1982 en Dallas, Texas. En donde se graduó en el Jesuit College Preparatory School of Dallas (enlace roto disponible en Internet Archive; véase el historial, la primera versión y la última). en 2000. Continuó sus estudios en la Universidad de Texas en Dallas, durante un año. Mientras estudiaba, era el cantante principal de la banda Rubix Groove, la cual se desintegró después de dos años.

## Carrera
En 2001 Cabrera entró en el estudio para grabar su álbum independiente, Elm St..

### Take It All Away
La carrera de Cabrera está dirigida por Joe Simpson, representante y padre de las cantantes Ashlee y Jessica Simpson. Simpson presentó a Cabrera al productor y compositor Curt Frasca, quien también ha colaborado con Madonna, Avril Lavigne y Mariah Carey. Más tarde, en 2003, Sabelle Breer, también compositora, se unió al proyecto. Se dijo que escribió la mayor parte del álbum en una semana. Take It All Away fue lanzado el 14 de agosto de 2004, debutando en el número 8 del Billboard 200. A principios de 2004, Cabrera se hizo famoso gracias a su primer sencillo On the Way Down, que alcanzó el número 15 en Billboard Hot 100 y el número 7 del Billboard Top 40 Mainstream. Desde entonces ha vendido más de un millón de copias. On the Way Down fue seguido por su segundo single, True y su tercer sencillo 40 Kinds of Sadness, ambos tuvieron gran aceptación en la radio, entrando a las listas principales antes de ser lanzados.[cita requerida]

### You Stand Watching
El tercer álbum de Ryan Cabrera, You Stand Watching, fue lanzado el 20 de septiembre de 2005 e incluye los sencillos Shine On, Photo y I Will Remember You. Entró en el número 24 de las listas Billboard y es disco de oro.

### The Moon Under Water
Después de casi 3 años de ausencia en la música, Ryan lanza The Moon Under Water su tercer disco de estudio, 

Pienso que el nuevo sonido del álbum definitivamente sera una sorpresa para los fans, tal como lo hice con este álbum quiero tardar años para lanzar un disco realmente bueno

 Dijo el mismo artitsta a un medio estadounidense.

## Vida privada
Además de su carrera musical, Ryan Cabrera ha obtenido notable fama al estar implicado sentimentalmente con otras famosas. A principios de 2004, salió con Ashlee Simpson y apareció en muchos episodios del programa de la cantante, The Ashlee Simpson Show. Simpson también participó en el vídeo musical de Cabrera, On the Way Down y le dedicó la canción Pieces of Me, que fue el primer sencillo de su álbum debut Autobiography. A principios de 2005 anunciaron su ruptura.
En noviembre de 2020, se comprometió con la luchadora profesional de WWE, Alexa Bliss y el 30 de mayo de 2023 se reveló que espera su primer hijo para diciembre de ese año.
El 27 de noviembre de 2023, dieron la bienvenida a su hija, Hendrix Cabrera Kauffman.

## Discografía

### Álbumes de estudio
| Año  | Álbum | Mejor posición en listas de ventas discográficas en el mundo\|ventas]]) |         |
| Año  | Álbum | U.S.                                                                    |         |
| ---- | --- | ----------------------------------------------------------------------- | ------- |
| 2001 | Elm St. | —                                                                       | —       |
| 2004 | Take It All Away - Lanzamiento: 17 de agosto de 2004 - Discográfica: Atlantic (83702) - Formatos: CD, descarga digital        | 8                                                                       | US: Oro |
| 2005 | You Stand Watching - Lanzamiento: 20 de septiembre de 2005 - Discográfica: Atlantic (83823) - Formatos: CD, descarga digital  | 24                                                                      | —       |
| 2008 | The Moon Under Water - Lanzamiento: 13 de mayo de 2008 - Discográfica: EMI, Papa Joe (90097) - Formatos: CD, descarga digital | 177                                                                     | —       |

### Sencillos
| 2001 | "I Will"" 1           | —  | —   | —  |    |    |    | —  | Elm St.              |
| 2004 | "On the Way Down" 1   | 15 | ~   | 10 | 48 | 26 | 8  | 37 | Take It All Away     |
| 2004 | "True"                | 18 | 9   | 30 | —  | —  | 1  | —  | Take It All Away     |
| 2005 | "40 Kinds of Sadness" | —  | 100 | —  | —  | —  | 9  | —  | Take It All Away     |
| 2005 | "Shine On"            | 86 | 38  | 62 | —  | —  | 12 | —  | You Stand Watching   |
| 2005 | "Photo"               | —  | —   | —  | —  | —  | 21 | —  | You Stand Watching   |
| 2008 | "Say"                 | —  | —   | —  |    |    |    | —  | The Moon Under Water |
| 2008 | "Enemies"             | —  | —   | —  |    |    |    | —  | The Moon Under Water |
| "—" indica que el sencillo no entró a la lista. Un espacio vacío indica que no fue lanzado en ese país. |                       |    |     |    |    |    |    |    |                      |